# 2026년 WK리그
2026 WK리그는 대한민국의 여자 축구 1부 리그인 WK리그의 18번째 시즌이다. 정규 시즌은 2026년 3월 7일부터 10월까지, 플레이오프는 2026년 11월 11일부터 14일까지 진행된다.
| 구단명                   | 위치 | 경기장                     | 수용인원 | 2026 순위 |
| ------------------------ | ---- | -------------------------- | -------- | --------- |
| 문경 상무 WFC            | 문경 | 문경시민운동장             | 4,959    |           |
| 창녕 WFC                 | 창녕 | 창녕공설운동장             | 3,924    |           |
| 경주 한국수력원자력      | 경주 | 경주시민운동장             | 12,119   |           |
| 화천 KSPO                | 화천 | 화천공설운동장             | 3,000    |           |
| 인천 현대제철 레드엔젤스 | 인천 | 인천남동아시아드럭비경기장 | 5,078    |           |
| 세종 스포츠토토          | 세종 | 세종시민운동장             | 996      |           |
| 서울시청                 | 서울 | 효창운동장                 | 15,194   |           |
| 수원 FC                  | 수원 | 수원종합운동장             | 11,808   |           |

## 중계방송
아이탑21 스포츠(iTOP21 SPORTS): 유튜브에서 WK리그 전 경기를 실시간 중계를 유지한다.
지상파(방송사 홈페이지)(주말(토),공휴일 오후2시)
KBS(1TV,2TV)
캐스터:홍주연,김진웅
해설:주수진,이영표
MBC
캐스터:이선영,정영한
해설:전가을,서형욱
SBS
캐스터:주시은,김윤상
해설:김수혁,권예은

### 정규 시즌 중 지상파 중계 경기
3월 7일 (토, 개막전 오후2시) 
세종스포츠토토 : 인천현대제철 장소:세종시민운동장 KBS1 중계진:홍주연,주수진
창녕 WFC : 서울시청 장소:창녕공설운동장 SBS 중계진:김윤상,김수혁
경주한수원 : 문경상무 장소:경주시민운동장 |MBC 중계진:정영한,전가을